# Nemophora
Nemophora är ett släkte av fjärilar som beskrevs av Johann Centurius von Hoffmannsegg 1798. Nemophora ingår i familjen antennmalar, Adelidae.

## Dottertaxa tillNemophora, i alfabetisk ordning[1][2]
- Nemophora aerosellus
- Nemophora aglaospila
- Nemophora ahenea
- Nemophora albiantennella
- Nemophora albiciliellus
- Nemophora algeriensis
- Nemophora amatella
- Nemophora amphimetalla
- Nemophora amurensis
- Nemophora annae
- Nemophora anonymella
- Nemophora antilyca
- Nemophora apollonis
- Nemophora argyrospila
- Nemophora askoldella
- Nemophora associatella
- Nemophora asterodoxa
- Nemophora athlophora
- Nemophora atkinsonii
- Nemophora augantha
- Nemophora augites
- Nemophora auricella
- Nemophora aurifera
- Nemophora aurisparsella
- Nemophora badioumbratella
- Nemophora baibarana
- Nemophora barbatella
- Nemophora basella
- Nemophora basiradiella
- Nemophora bellela, Dvärgbjörksantennmal
- Nemophora bellella
- Nemophora beryllopa
- Nemophora beyruthella
- Nemophora bifasciatella
- Nemophora bifasciella
- Nemophora bimaculella
- Nemophora brachypetala
- Nemophora cantharites
- Nemophora cassiterites
- Nemophora chalcobasa
- Nemophora chalcodactyla
- Nemophora chalcomis
- Nemophora chalcotechna
- Nemophora chalybeella
- Nemophora chibiana
- Nemophora chionella
- Nemophora chionites
- Nemophora chlorista
- Nemophora chlorocosma
- Nemophora chrysidias
- Nemophora chrysocharis
- Nemophora chrysochraon
- Nemophora chrysocrossa
- Nemophora chrysodonta
- Nemophora chrysogona
- Nemophora chrysolamprella
- Nemophora chrysoprasias
- Nemophora chrysorrhabda
- Nemophora cleodoxa
- Nemophora cleuteriella
- Nemophora congruella
- Nemophora constantinella
- Nemophora corybantis
- Nemophora cupriacella
- Nemophora cyanochrysa
- Nemophora cyphozona
- Nemophora cypriacellus
- Nemophora dalmatinellus
- Nemophora decisella
- Nemophora degeerella
- Nemophora demaisoni
- Nemophora diplophragma
- Nemophora divina
- Nemophora dumerilella
- Nemophora dumeriliella
- Nemophora engraptes
- Nemophora esmarkella
- Nemophora eurycitra
- Nemophora fasciella
- Nemophora fioriella
- Nemophora fluorites
- Nemophora frischella
- Nemophora geerella
- Nemophora gemmella
- Nemophora glabrata
- Nemophora griseella
- Nemophora gymnota
- Nemophora hedemanni
- Nemophora heliochalca
- Nemophora hemidesma
- Nemophora heteroxantha
- Nemophora hippophylax
- Nemophora homoeotropa
- Nemophora honeella
- Nemophora honei
- Nemophora huebneri
- Nemophora humilis
- Nemophora inauratella
- Nemophora indica
- Nemophora irrorata
- Nemophora irroratella
- Nemophora ischnodesma
- Nemophora istrianella
- Nemophora janineae
- Nemophora japanalpina
- Nemophora japonica
- Nemophora kalshoveni
- Nemophora karafutonis
- Nemophora kaukasiellus
- Nemophora kukunorensis
- Nemophora lamprodes
- Nemophora laticlavia
- Nemophora latifasciella
- Nemophora latreillella
- Nemophora laurella
- Nemophora lenella
- Nemophora lieftincki
- Nemophora limenites
- Nemophora liongi
- Nemophora maxinae
- Nemophora melichlorias
- Nemophora metallica
- Nemophora metallicus
- Nemophora micrometalla
- Nemophora minimella
- Nemophora mollella
- Nemophora montana
- Nemophora moriokensis
- Nemophora neurias
- Nemophora niphites
- Nemophora nobilis
- Nemophora ochsenheimerella
- Nemophora opalina
- Nemophora optima
- Nemophora orichalcias
- Nemophora panaeola
- Nemophora paradisea
- Nemophora parvella
- Nemophora pecuniosa
- Nemophora pfeifferella
- Nemophora phoenicites
- Nemophora photodoxa
- Nemophora plutodotis
- Nemophora pollinaris
- Nemophora polychorda
- Nemophora polydaedala
- Nemophora porphyraspis
- Nemophora prodigella
- Nemophora prodigellus
- Nemophora profusella
- Nemophora purpurea
- Nemophora pyrites
- Nemophora pyrotechna
- Nemophora raddaella
- Nemophora raddeellus
- Nemophora raddei
- Nemophora rebelellus
- Nemophora rhodochrysa
- Nemophora rubrofascia
- Nemophora sakaii
- Nemophora sapporensis
- Nemophora satrapodes
- Nemophora scabiosella
- Nemophora schiffermillerella
- Nemophora schrencki
- Nemophora scitulella
- Nemophora selasphora
- Nemophora seraphias
- Nemophora servata
- Nemophora sinicella
- Nemophora smaragdaspis
- Nemophora solstitiella
- Nemophora sparsella
- Nemophora splendidus
- Nemophora sporodesma
- Nemophora staudingerella
- Nemophora stellata
- Nemophora sylvatica
- Nemophora sythoffi
- Nemophora takamukuella
- Nemophora tanakai
- Nemophora tancrei
- Nemophora thermochalca
- Nemophora topazias
- Nemophora tricrates
- Nemophora trimetrella
- Nemophora tristrigella
- Nemophora tsartanana
- Nemophora tyriochrysa
- Nemophora umbripennis
- Nemophora wakayamensis
- Nemophora violaria
- Nemophora violella
- Nemophora viridella
- Nemophora xanthargyra
- Nemophora xanthobasella
- Nemophora xanthophracta
- Nemophora zonoreas

## Bildgalleri

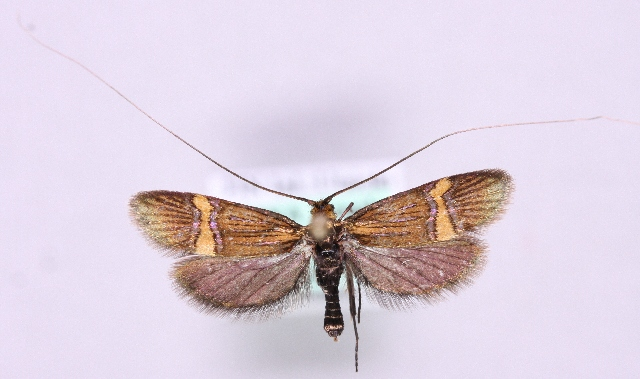
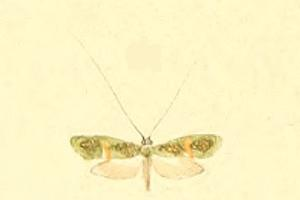